# Маленькие личики
«Маленькие личики» (англ. Small Faces) — художественный драматический фильм режиссёра Гиллиса МакКиннона. Мировая премьера картины состоялась 5 апреля 1996 года.

## Сюжет
Действие происходит в 1968 году. Фильм рассказывает о весёлом шутнике Лексе и его старших братьях: вспыльчивом Бобби и спокойном уравновешенном Алане, живущих в Глазго. Действие разворачивается на фоне войны двух подростковых  банд, членом одной из которых является Бобби. 

## В ролях
- Иэйн Робертсон —  Лекс Маклин
- Джозеф МакФедден —  Алан Маклин
- Стивен Даффи — Бобби Маклин
- Лора Фрейзер — Джоана Макговен
- Клэр Хиггинс — Лорна Маклин
- Кевин МакКидд — Малки Джонсон
- Иэн Макэлхинни — дядя Эндрю
- Эйлид МакКормик  — Элис
- Кирсти Митчелл  — Мэгги

## Съёмочная группа
- Режиссёр: Гиллис МакКиннон
- Продюсеры: Андреа Колдервуд, Стив Кларк-Холл, Эдди Дик
- Сценаристы: Билли Маккиннон, Гиллис МакКиннон
- Композитор: Джон Э. Кинн
- Оператор: Джон де Борман

## Награды и номинации
Картина получила приз Эдинбургского кинофестиваля как лучший британский фильм.